# Kunglig hovfotograf
Kunglig hovfotograf är en titel för den person eller det företag som vid ett eller flera tillfällen blir inbjuden att fotografera det kungliga hovet och kungafamiljen.
Sveriges första Kungl. hoffotograf var norrmannen Mathias Hansen (1823-1905). Omkring 1860 hade han sin ateljé vid Regeringsgatan 28. En annan tidig hovfotograf i Stockholm var den tyskfödde Johannes Jaeger, som i slutet av 1800-talet dokumenterade Stockholms slotts interiörer. Efter att Jaeger flyttat tillbaka till Tyskland 1890 fortsatte Ateljé Jaeger (som sedermera ägdes av bland annat Valentin Wolfenstein) som hovfotograf i ytterligare 60 år. Aron Jonason var hovfotograf åt Oscar II; han följde kungen på kungayachten Drott. Hovfotografen Lennart Nilsson dokumenterade det svenska kungahuset sedan 1940-talet.

## Svenska hovfotografer

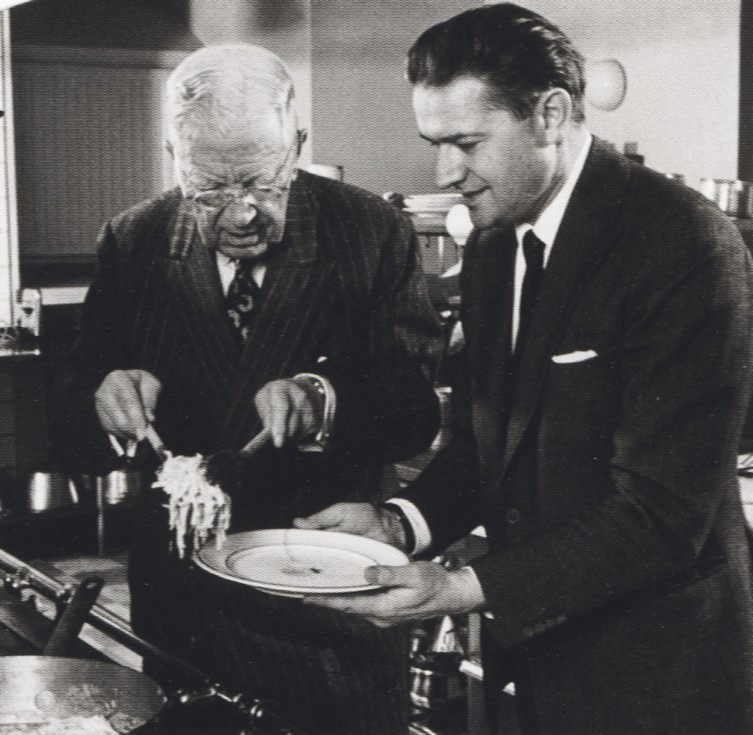
Gustaf VI Adolf och Lennart Nilsson

Titeln Kunglig hovfotograf var ganska vanlig kring sekelskiftet 1900. Svenska Fotografers Förteckningar från 1899 och 1911 omfattar inte mindre än 65 verksamma hovfotografer i Sverige.
Ett urval i alfabetisk ordning
- Ferdinand Flodin (1863–1935)
- Ernest Florman (1862–1952)
- Curt Götlin (1900–1993)
- Bernhard Hakelier (1848-1910)
- Oscar Halldin (1873–1948)
- Herman Hamnqvist (1865–1946)
- John Hertzberg (1871–1935)
- Erik Holmén (1951)
- Selma Jacobsson (1899)
- Aron Jonason (1838–1914)
- Johannes Jaeger (1832–1908)
- Åke Lange (1909–1975)
- Lars Larsson (1858–1932)
- Erik Liljeroth (1958-1985)
- Petrus Pramm (1888–1940)
- Peter P Lundh (1865–1943)
- Lennart Nilsson (1922–2017)
- David Sorbon (1884–1946)